# Taractrocera trikora
Taractrocera trikora là một loài bướm ngày thuộc họ Hesperiidae. Nó là loài duy nhất được tìm thấy ở khu vực quanh hồ Habbema ở New Guinea.
Nơi sinh sống điển hình gồm vùng hoang mạc thạch nham, rừng tùng bách và rừng rêu núi cao.
Chiều dài cánh trước là 9,6-11,8 mm.